# Археологический район Парунувип-Каньон
Археологический район Парунувип-Каньон (англ. Parunuweap Canyon Archeological District) — находится в Национальном парке Зайон в штате Юта. Здесь обнаружен ряд руин древних пуэбло периода 500—1150 гг. н. э. культуры «Вирджин-анасази», представляющих собой небольшие каменные жилые дома и зернохранилища.